# Kanelbukig tangara
Kanelbukig tangara (Iridosornis jelskii) är en fågel i familjen tangaror inom ordningen tättingar.

## Utseende
Kanelbukig tangara är en relativt stor och mycket vacker tangara. Ovansidan är mörkblå, undersidan roströd. Huvudet är svart med en lysande gul huva. 

## Utbredning och systematik
Kanelbukig tangara förekommer i Anderna i Peru och delas in i två underarter med följande utbredning:
- jelskii – La Libertad i Junín
- bolivianus – sydöstra Peru (Cusco) till västra Bolivia (La Paz)

## Levnadssätt
Kanelbukig tangara bebor elfinskogar och fuktiga buskmarker kring och över trädgränsen. Där ses den ofta i artblandade flockar med blomsterborrare och andra tangaror.

## Status och hot
Arten har ett stort utbredningsområde, men tros minska i antal, dock inte tillräckligt kraftigt för att den ska betraktas som hotad. Internationella naturvårdsunionen IUCN listar arten som livskraftig (LC).

## Namn
Fågelns vetenskapliga artnamn hedrar Konstanty Roman Jelski (1837-1896), polsk zoolog, upptäcktsresande och samlare av specimen.